# Juan Torres Odelin
Juan Torres Odelin (* 12. Februar 1960 in Santiago de Cuba, Kuba) ist ein ehemaliger kubanischer Boxer im Halbfliegengewicht. Er nahm im Jahr 1986 in Reno, Nevada, an den Weltmeisterschaften teil und eroberte die Goldmedaille. Dies war zugleich Torres’ größter Erfolg.